# Mycobilimbia epixanthoides
Mycobilimbia epixanthoides är en lavart som först beskrevs av William Nylander och fick sitt nu gällande namn av Vitik., Ahti, Kuusinen, Lommi & T. Ulvinen. 
Mycobilimbia epixanthoides ingår i släktet Mycobilimbia och familjen Lecideaceae.  Arten är reproducerande i Sverige. Inga underarter finns listade i Catalogue of Life.